# Fritz-Weithas-Sternwarte

Fritz-Weithas-Sternwarte auf dem Mariahilfberg

Die Fritz-Weithas-Sternwarte ist eine Vereins- und Volkssternwarte in Neumarkt in der Oberpfalz, die ehrenamtlich vom Verein Bayerische Volkssternwarte Neumarkt betrieben wird. Sie liegt in 595 Meter Höhe auf dem Mariahilfberg, in der Nähe des Stadtteils Höhenberg.
1969 gründete sich unter dem Vorsitz des Neumarkters Fritz Weithas ein Verein, der sich die Errichtung einer Volkssternwarte in Neumarkt zum Ziel setzte. Der Bau der Sternwarte fand in den Jahren 1972 bis 1974 statt und wurde zu einem großen Teil durch Privatspenden finanziert. 1997 und 1998 wurde fast die gesamte Anlage renoviert. Der Verein selbst hat heute rund 250 Mitglieder.
Die Sternwarte verfügt heute über einen zwölf Meter hohen und fünf Meter breiten Beobachtungsturm mit einer drehbaren Kuppel. Ihm schließt sich ein Nebentrakt mit Vortragsraum und Sozialeinrichtungen an, auf dessen Dach sich eine weitere Beobachtungsplattform befindet. Der rund 60 Quadratmeter große Vortragsraum ist mit einer modernen Multimedia-Anlage ausgestattet.
Neben Himmelsbeobachtungen betreibt der Verein auch massive Öffentlichkeitsarbeit, wöchentlich werden Vorträge und Himmelsführungen der Bevölkerung angeboten. Derzeit besuchen rund 2500 Menschen im Jahr die Sternwarte.
Bereits seit ihrer Gründung gab es Bestrebungen, die Sternwarte nach einer astronomisch aktiven Person der Region zu benennen. So waren bereits Pfalzgraf Otto II. von Neumarkt und der Astronautiker Hermann Oberth im Gespräch. Am 1. Mai 2007 wurde sie nach ihrem Gründer in Fritz-Weithas-Sternwarte umbenannt.